# José Folch y Costa
José Folch y Costa (Barcelona, 1768- Madrid 1814) fue un escultor español.

## Biografía
Estudió dibujo y modelado en su ciudad natal, pasando luego a Madrid, donde prosiguió sus estudios en la Academia de San Fernando, en la que alcanzó varias recompensas. Después de trabajar en Granada en 1795, colaborando en algunas obras de su hermano Jaime, regresó a Madrid y fue nombrado individuo de mérito de la citada academia.
Durante la invasión francesa residió sucesivamente en Cádiz y en Mallorca, dedicado principalmente a la enseñanza de su arte, y terminada la guerra de la Independencia, regresó a Madrid y ocupó algunos cargos en la Academia de San Fernando.

## Obras
Sus mejores obras son los medallones del rey Don Martín y del papa Pío V en la puerta de la Cartuja de Valldemosa (Mallorca); el sepulcro del marqués de la Romana (trasladado a la Catedral de Palma, etc.
- Datos: Q5939729

- El contenido de este artículo incorpora material del tomo 24 de la Enciclopedia Universal Ilustrada Europeo-Americana (Espasa), cuya publicación fue anterior a 1945, por lo que se encuentra en el dominio público.